# Ficus stellaris
Ficus stellaris är en mullbärsväxtart. Ficus stellaris ingår i släktet fikonsläktet, och familjen mullbärsväxter.

## Underarter
Arten delas in i följande underarter:
- F. s. pallida
- F. s. stellaris